# Xenodens
Xenodens ("strano dente") è un genere estinto di rettile marino appartenente alla famiglia dei mosasauri. Attualmente contiene una sola specie, X. calminechari (dall'arabo: کالمنشار, che significa "come una sega"), vissuta nel tardo Maastrichtiano e rinvenuta nei depositi di fosfato del bacino di Ouled Abdoun, in Marocco. Si ritiene che il suo parente più vicino conosciuto sia Carinodens.
Lungo circa 1,6 m, possedeva denti corti e appiattiti a forma di lama che rendevano le mascelle simili a seghe (da cui il nome scientifico). Questa è una caratteristica che non è mai stata riscontrata in nessun altro tetrapode, ma rappresenta una convergenza evolutiva con le fauci dei moderni squali e piranha. Sulla base del comportamento alimentare di questi animali, i paleontologi ritengono che Xenodens usasse la sua dentatura altamente specializzata per nutrirsi di un'ampia varietà di prede, come cefalopodi, crostacei, pesci e carcasse di altri rettili marini.